# Camille Babut du Marès
Pour les articles homonymes, voir Babut.
Camille Babut du Marès est une violoniste belge.

## Études
Camille Babut du Marès a commencé ses études au Conservatoire Royal de Bruxelles à 13 ans (diplômée en 2002). En 2001, elle remporte le Premier Prix de Solfège. En 2002, elle remporte le Premier Prix Exceptionnel de violon dans la classe de Véronique Bogaerts. Elle poursuit ses études au Conservatoire Royal de Bruxelles, dans la classe de Yuzuko Horigome avant d'intégrer la classe du professeur et soliste Boris Belkin au Conservatoire de Maastricht. Elle obtient ensuite un diplôme d'études supérieures en interprétation du Royal College of Music, où elle étudie avec Yuri Zhislin. En 2012, Babut du Marès termine ses études à la Hochschule für Musik und Tanz Köln, dans la classe de Michaël Vaiman.

## Carrière
En octobre 2011, elle remporte un premier prix au Concours international de musique d'Osaka au Japon,,,.
Elle est la fondatrice du Cosmopolitan Duo (avec la pianiste Maiko Inoue; ils ont organisé une tournée en 2015) et du Trio Amethys (avec l'alto Clément Holvoet et le violoncelliste Kacper Nowak). Musicienne engagée, Camille est la directrice artistique du festival Les Musicales de la Woluwe. elle a joué aux côtés de Gérard Caussé, David Cohen, Jean-Claude Vanden Eynden, Pascal Moraguès, Justus Grimm, ...[réf. nécessaire]